# Richie Ryan (football)
Pour les articles homonymes, voir Richie Ryan.
Richie Ryan est un footballeur irlandais né le 6 janvier 1985 à Clonmel. Il joue au poste de milieu de terrain. À l'issue de la saison 2022 et sa retraite sportive, il devient entraîneur adjoint au FC Tulsa en USL Championship.

## Biographie
Le 10 décembre 2013, Ryan s'engage avec le Fury d'Ottawa pour sa saison inaugurale en NASL. Il est nommé capitaine de l'équipe.
Il annonce sa retraite sportive le 14 octobre 2022 après quatre saisons et plus de 100 rencontres avec le Locomotive d'El Paso. Quelques jours plus tard, il rejoint le FC Tulsa en qualité d'entraîneur adjoint.

## Palmarès
- Vainqueur de la Coupe d'Irlande en 2010 et 2011 avec les Sligo Rovers
- Vainqueur de la Coupe de la Ligue d'Irlande en 2010 avec les Sligo Rovers et en 2013 avec les Shamrock Rovers

## Récompense
- Footballeur irlandais de l'année